# Дихання Чейна — Стокса
Дихання Че́йна — Сто́кса — патологічний тип дихання, при якому поверхневі й рідкі дихальні рухи поступово частішають і поглиблюються, а досягнувши максимуму на п'ятий — сьомий вдих, починають слабшати й стають рідшими, після чого настає пауза. Цикл дихання повторюється в тій же послідовності і переходить в чергову дихальну паузу.

## Епонім
Цей тип дихання отримав свою назву на честь британських лікарів Джона Чейна (роки життя 1777—1836) та Вільяма Стокса (1804—1878), які вперше описали його в XIX столітті.

## Патогенез
У більшості випадків дихання Чейна — Стокса є симптомом гіпоксії головного мозку і виникає при:
- декомпенсованій серцевій недостатності;
- запальних захворюваннях мозку і його оболон;
- уремії;
- при використанні деяких лікарських препаратів (наприклад, морфіну).

Також дихання Чейна — Стокса можна спостерігати в здорових людей на значній висоті (особливо під час сну), у недоношених дітей, що, очевидно, пов'язано з недосконалістю нервових центрів.
Внаслідок гіпоксії пригнічується робота дихального центра в довгастому мозку. Припинення дихання призводить до різкого зростання в крові концентрації СО2 й посилення подразнення хеморецепторів, які збуджують дихальний центр й призводить до відновлення дихання. Відновлення дихання зменшує в крові концентрацію СО2, що послаблює подразнення хеморецепторів і як наслідок дихальний центр знову пригнічується, доки концентрація СО2 не зросте.

## Інші патологічні типи дихання
- Дихання Біота
- Дихання Куссмауля